# 조선왕릉관리소 중부지구관리소
조선왕릉중부지구관리소는 2019년 1월 1일 출범한 궁능유적본부의 하부조직으로, 서울특별시 노원구 화랑로 681에 위치하고 있다. 지구관리소장은 공업사무관·임업사무관·시설사무관·행정사무관 또는 학예연구관으로 보한다.

## 연혁
- 1955년 6월 8일: 구황실재산사무총국 소속으로 산림보호구 설치.[2]
- 1961년 10월 20일: 문화재관리국 소속 서울·광주산림보호구로 개편. 서울산림보호구 소속으로 의릉·정릉출장소를 설치.[3]
- 1963년 7월 6일: 광주산림보호구를 선정릉산림보호구로 개편.[4]
- 1964년 6월 16일: 서울·선정릉산림보호구를 서울·선정릉산림보호구사무소로 개편.[5]
- 1969년 11월 5일: 의릉·정릉출장소를 폐지. 서울·선정릉산림보호구사무소를 서울·선정릉지구관리소로 개편. 동구릉지구관리사무소 소속으로 태강릉출장소를, 선정릉지구관리사무소 소속으로 헌인릉출장소를 설치.[6]
- 1972년 11월 16일: 헌인릉출장소를 헌인릉지구관리사무소로 승격하고, 선정릉지구관리사무소를 선정릉출장소로 개편하여 헌인릉지구관리사무소의 소속기관으로 편입.[7]
- 1976년 5월 4일: 태강릉출장소를 태강릉지구관리사무소로 승격.[8]
- 1977년 5월 26일: 선정릉출장소를 선정릉지구관리사무소로 승격.[9]
- 1984년 5월 11일: 서울지구관리사무소 소속으로 영휘원출장소 설치.[10]
- 1996년 7월 16일: 의릉사무소를 설치하고 영휘원출장소를 이관받음 설치.[11]
- 1998년 2월 28일: 서울·태강릉·헌인릉·선정릉·의릉지구관리사무소를 서울·태강릉·헌인릉·선정릉·의릉지구관리소로 개편.[12]
- 1999년 5월 24일: 문화재청 소속으로 변경.[13]
- 2007년 3월 15일: 서울·태강릉·헌인릉·선정릉·의릉지구관리사무소를 정릉·태릉·헌릉·선릉·의릉관리소로 개편.[14]
- 2012년 9월 12일: 정릉·태릉·헌릉·선릉·의릉관리소와 영휘원출장소를 중부지구관리소로 통합하고 조선왕릉관리소의 소속기관으로 편입.[15]
- 2019년 1월 1일: 궁능유적본부 출범에 따라 조선왕릉중부지구관리소로 개편[16]

## 관할구역 및 재산
- 서울특별시 노원구 공릉동 태강릉과 그 부속재산
- 서울특별시 성북구 정릉동 정릉과 그 부속재산
- 서울특별시 도봉구 방학동 연산군묘와 그 부속재산
- 서울특별시 서초구 내곡동 헌인릉과 그 부속재산
- 서울특별시 강남구 삼성동 선정릉과 그 부속재산
- 서울특별시 성북구 석관동 의릉과 그 부속재산
- 서울특별시 동대문구 청량리동 영휘원과 그 부속재산

## 같이 보기
- 동부지구관리소
- 서부지구관리소